# Зграда Дечјег дома краљице Марије
Зграда Дечјег дома краљице Марије у Земуну је подигнута 1919. године, у улици Цара Душана бр. 57.  Представља непокретно културно добро као споменик културе.

## Историјат
У згради се налазио Дечји дом краљице Марије, то јест Дом за сремску сирочад, који се финансирао средствима Фонда краљице Марије за подизање и издржавање сирочића. Дом је био сведочанство бриге Двора о незбринутој деци. Након Другог светског рата у згради је такође био дом за незбринуту децу само сада са другим именом „Анђа Ранковић“. Када је престала потреба за институције ове врсте, зграду су користиле друштвено политичке организације општине Замун, као што су: Народна техника, Ваздухопловни клуб „Фрањо Клуз“, Клуб „Архимедес“ итд. Сада се у згради налази Центар за таленте. Зграда је потпуно реконструисана и својим изгледом улепшава тај део улице.

## Опис
Зграда Дечјег дома краљице Марије у Земуну, који се налази у улици Цара Душана 57, је саграђена 1919. године. Зграда је грађена као партерни објекат самостално постављен на парцели, са основом у облику слова „Т“, према пројекту инжењера Фрање Катинчића. Архитектонски је обликован у духу постсецесије, са елементима неокласицизма и савремених архитектонско-функционалистичих тенденција. Одликују га наглашене вертикале у зидној профилацији, велики трокрилни прозори и широке масе са истакнутим централним улазом. Зграда Дечјег дома краљице Марије поседује архитектонско-стилске и културно-историјске вредности, као део историјског грађевинског фонда Земуна из времена његовог привредног, друштвеног и културно-просветног успона.

## Галерија
- Дечји дом
- Дечји дом - Улаз
- Главни улаз
- Двориште
- Изглед са улице
- Изглед са угла